# アンドルフ
アンドルフ（Andorf）は、任天堂のコンピュータゲーム『スターフォックス』シリーズに、主にボスキャラクターとして登場する架空のキャラクター。

## 概要
シリーズにおける事件の元凶となった天才科学者。サルの姿をしており、並外れた頭脳を持つ。主にシリーズを通して自分の顔を模した巨大な姿で登場する。声優は、64版の日本語版では郷里大輔、同英語版ではリック・メイ（Rick May）、『アドベンチャー』ではダンカン・ボットウッド（Duncan Botwood）、3DS版及び『ゼロ』の日本語版では最上嗣生、同英語版ではデビッド・フレデリック・ホワイト（David Frederick White）。
「アンドロフ」という表記は誤り。ただし、日本国外では「アンドロス（Andross）」という表記に変更されている。
以後の経歴などに関しては、64版以降の設定を中心に記載している。

### 経歴
惑星コーネリアで生まれ育ち、科学者としてコーネリア防衛軍科学研究所に勤めていた。若い頃から様々な研究開発で成果を挙げ所長にまで上り詰めるが、手がけていた研究開発の大半が平和を求めるコーネリアに受け入れられず、その事により性格を歪めていき、ついには自身が開発した兵器によるクーデターを敢行してコーネリアを絶滅の危機にさらし、危険人物としてベノムへ永久追放される。
追放され、更に心を歪めたアンドルフは数年かけてベノムを軍事基地に改造し、自身を追放したコーネリアに対して復讐の狼煙を上げた。

### 人物
幼い頃から異彩を放つ人物だったとされており、物理学から生物学まで幅広い分野に精通し、文明の発展に貢献してきた。一方で、発明の過激さが問題視されたことに対し、理解しない者を恨んでいた。また、自己顕示欲が強く、自分の基地や戦艦に自身の顔のレリーフを描いている。しかし、『コマンド』では、変心以前のアンドルフは見返りを求めずあくまで純粋な探求心や成果の普及を望んでいたことや、変心の元凶にペパー将軍との私怨が影響していたことが明かされたなど少なくとも過去のアンドルフはそれまでの作品で言われていたような完全なる狂人ではなかったようである。
また、甥のアンドリューがスターウルフに所属していた際は彼を介してウルフたちが多大な金銭的、技術的支援を受けられたこと、そもそも他のメンバーと比べて明らかに腕の悪い彼が直属の遊撃部隊であるスターウルフに所属していたこと、『コマンド』で亡霊化したアンドルフが孫のアッシュに会った際の反応からかなりアッシュを可愛がっていたとみられること、下記のように子孫らのために浄化装置を作っていたなど、変心後も身内や理解者には強い情を抱く人物だったことがわかる描写も多々ある。

### 各作品の違い
SFC版では、本人の顔の形をした外壁で覆われたメインコントロールブレインがボスとして登場する。独自の意思を持った巨大コンピュータで、アンドルフ本人に代わって軍の総指揮を執っており、テレキネシスで白い板状の物体を操りながら侵入者を攻撃する。外壁はブラスターを反射するため反撃機能として作用しており、目にある程度ダメージを受けると剥がれ、本体であるメインコンピュータが露出する。ルートによってはテレキネシスに加えてプラズマボールも使用する。
64版では自身を生体改造した姿で登場。巨大な顔と両手だけの姿となっており、両手を破壊され、目を集中的に攻撃されると顔が剥がれ、巨大な脳味噌のような本体である「アンドルフ・ブレイン」が露出する。ルートによっては影武者となるロボット「アンドルフ・ダミー」となる。

### 死後
64版にてやとわれ遊撃隊「スターフォックス」のリーダー、フォックス・マクラウドによって倒された後も、彼の存在はその後の作品のストーリーにも何らかの形で大きく影響しており、漫画『さらば愛しのファルコ』ではシールズ大佐の手で、そして『アドベンチャー』ではクラゾアの力を利用して復活を企んでいたが、いずれもフォックスによって倒される。
また、『コマンド』ではベノムの硝酸の海を浄化する装置を開発していたなど彼の知られざる一面が明らかになっている。

## アンドルフが手がけた主な研究開発
G-ディフューザーシステム
64版以降においてアンドルフが基礎理論を確立して完成させた反重力発生装置。姿勢制御装置としてアーウィンやウルフェンなどに搭載されており、この装置を搭載した機体は重力に逆らって宙に浮くことができるほか、急加減速や急旋回などあらゆる機体制御が可能となっている。また、機体の大幅な省スペース化にも一役買っており、惑星間ワープを可能にするプラズマエンジンや、強力な爆弾兵器「スマートボム」などの装備を可能にしている。垂直離着陸機能もカバーしており、着陸時は地面からわずかに浮いた状態で停泊するため、従来のような着陸用の車輪を必要としない。
ちなみにSFC版でアンドルフが開発したものは、G-ディフューザーシステムに似た「反重力ホバーシステム」とされている。この反重力ホバーシステムは、G-ディフューザーシステムと比較するとやや出力が劣る。
『F-ZERO』シリーズにも、同名の装置がF-ZEROマシンに搭載された反重力発生装置として登場している。
バイオウェポン
近年のバイオテクノロジーの研究による賜物。ライラット系中に生息する巨大生物を兵器として飼育・改造したもの。近代兵器に匹敵する破壊力と、巨大生物本来の耐久力を持つ。
64版ではアクアス、ゾネスといった生物が多く生息するエリアにバイオウェポンを投入し、汚染物質を拡散させることで既存の生物を巨大・凶暴化させており、アンドルフ自身もこの研究で自らを巨大な頭脳の姿に改造している。
アンドルフ軍壊滅後も生き延びており、『コマンド』に登場するアングラー軍はこれが進化して誕生したもの（実際、アングラー皇帝やその幹部達はアンドルフを創造主と呼んでいる）。アンドルフのDNAが組み込まれており、その知性と凶暴性を発揮したとフォックスは推測している。
浄化装置
『コマンド』に登場。アンドルフがベノムをコーネリアのような自然豊かな惑星に変えようと開発した装置で、ベノムの海中に投下し、起動することで硝酸の海水を浄化・無害化することが可能。そのため、ベノムの海中に拠点を構える事で敵の侵攻を防いでいるアングラー軍はこの存在を恐れていた。
アンドルフが生前にタイタニアに隠し、亡霊となった後もバイオウェポンと共にこの装置を守っている。メカニックとして優秀なスリッピーにも仕組みがよくわからないと言われたが、戦闘機すら数分で溶かしてしまうほどのベノムの海を完全に浄化させた。

## アンドルフ軍
アンドルフ軍は、アンドルフがベノムを拠点に編制した軍隊。ベノム軍と呼ばれる場面もある。敵パイロットたちの顔が見える64版の場合、主にサルの姿をした兵士を中心に構成されており、パイロットたちのヘルメットにはアンドルフのイニシャルである「A」のマークが描かれていることが多く、戦艦や基地の柱にはアンドルフ自身の顔のレリーフが描かれていたりする。アンドルフが開発した技術を用いた兵器を使用し、ライラット系の各惑星、宙域などを制圧しながら、かつてアンドルフを追放したコーネリアに侵攻する。
この節では、作品ごとにアンドルフ軍の兵器として登場するボスキャラクターを記述する。

### SFC版
アタックキャリア
コーネリア制圧作戦の旗艦として投入された宇宙空母。
元々はプラズマ砲を装備した戦艦だったのだが、右側に2つのホーミングミサイル発射ハッチ、左側に戦闘機格納庫を取り付け、空母として改造したもの。機体によっては発進する戦闘機にもミサイルを装備しているものがある。
64版のコーネリアにも「惑星間戦闘空母」という肩書きで登場している。
『零』にも登場し、大抵は序盤のボスだったのが、終盤の「セクターΩ」のボスとして登場。更に以前は奥スクロールでの戦闘だったのが、本作ではオールレンジモードでの戦闘となる。
ロッククラッシャー
コーネリアを包むアステロイドを消滅させるために投入された小惑星破壊艇。
本体の後部に、8門のレーザー砲などを装備した小惑星破壊装置を取り付けている。機体によっては2門のミサイル砲を装備しており、武装がやや異なる。
戦闘時は小惑星破壊装置の方がメインであり、ある程度ダメージを与えると本体が切り離され、小惑星破壊装置単体で戦闘を行う。
コアベースI
アンドルフ軍の最強艦隊「スペースアマダ」の旗艦。非常に装甲が厚く、外部からの攻撃を一切受け付けない。
巨大コンピュータ「アトミックベース」を内蔵しており、最大指揮艦として艦隊の指揮を執る。レーザーを弾幕状に放射して外部の敵を迎撃するほか、中心にあるアトミックベースも電磁フィールドによる防衛、ミクロベース部隊の出撃、及び本体からのプラズマボールという数種類の武装を搭載し、侵入者を迎撃する。
ダンシングインセクター
メテオ・ベースに配備されたクモ型改造兵器。
5本の足で歩行するが、それぞれの足を伸ばして高速回転させることで飛ぶこともできる。本体には強力な火炎放射器「ファイアーブラスター」が装備されている。
ファントロン
ベノムの防衛兵器として開発された空間浮遊ロボット。
戦艦形態では3Dホログラムによってダミーを2体つくり、それぞれレーザーで攻撃する。スマートボムで攻撃されると、アーウィンを一撃で撃墜し、追尾力も非常に高い「クリプトンミサイル」を発射し、反撃を行う。
地上では機体後部が足に変形して2足歩行ロボットとなり、戦艦形態と同様の3Dホログラムによる分身攻撃のほかに、強力な蹴り技「トロンアタック」を使用する。
プロフェッサーハンガー
アンドルフ軍によって改造されたタイタニアの資源防衛ブレイン。
登場時は本体上部に設置された電光掲示板に「BYE BYE!（バイバイ）」と表示し、こちらを挑発する。
戦闘では本体下部のハッチからバイオウェポンを発射し、本体の分身で攻撃する「シャドートラッシャー」を使用する。本体上部はタイタニアの資源開発システムと直結しており、遠くに逃げる際に潤沢なエネルギーを用いてシールドを回復する。
プラズマヒドラ
セクターYに投入された半機械生命体。
伝説の巨大竜「ヒドラ」をモデルに開発されており、本体からエネルギーが供給される限り何度でも自己修復される触手を持っている。また、追い詰められると最終手段として、モーニングスターのような鉄球を備えたもう1本の触手を使って継戦する。
メタルスマッシャー
ベノムの衛星軌道上に設置された2つの機体で構成される超重力衛星。
2つの機体の間に発生させた強力な重力磁場で敵を引き寄せて押し潰す「クラッシュアタック」を使用するほか、リングレーザーを用いた特殊攻撃を得意とする。
ギャラクティックライダー
ベノムの中央幹線道路に配備され、メタルスマッシャーの制御及び中央幹線道路の先にあるアンドルフ軍総司令部「グレートブレイン」の防衛を行っている中枢警備マシン。メタルスマッシャー撃破時に脱出している。
会敵時にはハッチから「エアバイカー」を発射して侵入者を攻撃する。外面にはレーザー攻撃を弾き返す特殊コーティングが施されており、ハッチを開いている時以外はダメージを受けることはない。
デストラクター
アタックキャリアと共にコーネリア制圧作戦に投入された広角度攻撃タンク。
3門ある砲台からプラズマボールやミサイルを発射する。砲台の上には浮遊砲台兼保護のためのカバーが浮遊しており、もし砲台が破壊されてもこのカバーにより修復される。
ブレードバリア
アステロイドに配備、敷設された小型ステーション。
アステロイドの隕石から作られたコーティング技術を施された3枚刃の回転式ブレードを持っており、ブレードを回転させて敵のレーザー攻撃を反射する。攻撃ではミサイルのほか、トラクタービームで敵を捕らえて行動不能にし、本体のブレードで直接攻撃を行う「ウェブアタック」を使用する。
モナークドドラ
フォーチュナの守護神と呼ばれていた巨大生物を、アンドルフがサイボーグ双頭竜として改造したもの。2本の首から「ファイアーブレス」を吐き、尾の先端から「ドドシーガル」を生み出す。
ストーリー的な繋がりは無い『コマンド』でもボスとして登場。タイタニアに隠していた浄化装置の守護をしており、片方の首がやられるともう片方の首が胴体から分離してヘビの様な姿になり砂の中から顔を出しブレスで攻撃し続ける。なお、このストーリーではアンドルフの孫であるアッシュで戦うことが可能で、その場合は交戦中に入るアンドルフの亡霊の台詞が専用のものになる。
コアベースII
セクターZに投入された拠点増設艦隊の旗艦。
アトミックベースの改良版「アトミックベースII」を内蔵しており、ワイヤーフレーム状の資材を次々と生み出す。この資材は拠点建設に使われるほか、敵の侵攻を阻む役割もある。中心のアトミックベースIIにも、耐久力の上昇及び電磁フィールド発生装置の改良が施されている。
スピニングコア
アンドルフ軍の武器庫と化したマクベスの空洞内部に配備された独楽のような光速回転体。
レーザーやミサイルの他に、4個の「アイアンボール」を自分の周囲に回転させて攻撃する。
グレートコマンダー
厚い装甲で覆われた3機の戦艦による合体戦艦。
戦艦形態では甲板に装備されている6門のレーザー砲のみで攻撃するが、6門共に破壊されるとそれらに直結している大気圏外飛行用エンジンが停止し、大気圏内に離脱する。
地上ではロボットに変形し、両腕の部分から「アイアンボール」を発射するほか、下半身の部分を破壊された後は上半身の部分を回転させながら「自足歩行型ミサイル」を射出する。

### 64版
グランガ
コーネリアの都市を破壊、占領するために開発された都市占領兵器。
二足で歩行しながら、上部に取り付けられたホーミングミサイル砲などで攻撃する。足は破壊する事ができ、壊すと転倒し移動が出来なくなる。
メテオ・クラッシャー
同軍の進行ルートを確保するためにメテオに投入された小惑星破壊艇。
小惑星や隕石、宇宙ゴミなどの障害物を粉砕し、処理する。初期状態では敵機からのレーザーを吸収し放出する特殊な盾を装備しており、装備が破壊されるたびに違う攻撃手段へと随時切り替えていく。
サルデス
セクターYに投入された戦闘ロボット。
量産型のサルジャーとは比較にならない運動性を持ち、宇宙空間を自由に動き回りながら右手に持っているブラスターで攻撃する。また、運動性を高め、盾を装備した新型改良機「サルデスII」も投入されている。
なお、『アサルト』にはオイッコニー率いる反乱軍の兵器として、ビームと浮遊砲台で攻撃する宇宙戦用ロボット「サルデスmkIII S」、機銃で攻撃する地上戦用ロボット「サルデスmkIII DG」、そしてビームで攻撃する地上戦用ロボット「サルデスmkIII DB」が登場している。
ウルフェン
軍の精鋭部隊「スターウルフ」の主力である超高性能全領域戦闘機。ルートによってはバリア、ツインレーザーを搭載した改良機「ウルフェンII」も投入される。詳細はリンク先を参照。
グレート・ディッシュ
カタリナに投入された超巨大要塞。UFOを彷彿とさせる円盤型の外見をしている。
4つのハッチから戦闘機を出撃させている。中心上部に大口径レーザー砲を真上に向けて装備しており、機体をひっくり返して下に向けることで、都市や基地を一瞬で破壊できる。ただし発射の為には冷却の為、角錐の形状をしたコアを露出させる必要がある。
バクーン
アクアスに投入された二枚貝型のバイオウェポン。
汚染物質を撒き散らし、海洋生物を巨大・凶暴化させている。また、上殻に「フジツボ」が付けられており、外敵を駆除する中型バイオウェポン「バイオワーム」を寄生させている。
HVC-09
アンドルフ軍がセクターXで極秘に開発していた上半身だけの巨大ロボット。
AIによる自律機動を行いパイロットを必要としない兵器となる予定だったのだが、開発中に中枢プログラムが暴走しアンドルフ軍の基地を自ら破壊、外部装甲を貼らないままの状態で未完成に終わった。現段階で頭部のビーム砲と、両腕を切り離して発射するミサイルアームを装備しており、そのほか直接殴る、瓦礫を投げるなどの攻撃を行う。また、戦闘開始時は手招き、第二形態移行時は指を振って挑発を行う。
ステージの道中でも両腕だけが登場し、妨害を行う。
なお、会話にて表示される赤い丸のようなものは、頭部に搭載されたAIであり、頭部の装甲を破壊した第2形態にて確認できる。
サンガー
ソーラに大規模な地殻変動を起こす為に投入されたバイオウェポン。超高熱惑星ソーラの環境に適応できる外皮を持ち、自分以外の動くものに対して攻撃衝動を持つよう刷り込まれており、鎌状の腕でプロミネンスやマグマの津波を引き起こし、目標を攻撃する。腕を破壊されると傷から漏れる超高温の体液や口からの火炎を駆使する。
サルマリン号
ゾネスに投入された違法改造戦艦。分類上は戦艦なのだが、潜水航行が出来るように改造されており、潜水艦としても運用が可能。戦闘はもちろん海洋探査やサルベージ作業などもこなすなど、汎用性が高い。レーザー攻撃を受け付けない特殊な装甲で覆われており、スマートボムを直撃させる事でしかダメージを与えられない。パーツが損耗を受けて分離し海中に落ちてしまっても、後部のクレーンで引き揚げて即座に修復できる。兵装は側面のパーツに搭載された2門の火砲と水雷、本体の鎖付き鉄球と2門のバルカン砲がある。ボス戦時以外に、道中でも潜望鏡を上げているシーンがある。
ベンジャミン
マクベスでスターフォックスが襲撃したアンドルフ軍貨物列車が輸送していた最新鋭凧型実験兵器。列車の2両目に格納された状態で輸送されていたが、襲撃を受けたことで急遽出撃した。車掌曰く「着いたばかりの積荷」とのこと。先頭車両とケーブルで接続されており、エネルギーの殆どを攻撃に使用しつつ、ケーブルを介して先頭車両に凧のように牽引されることで、上昇気流を利用して飛行する。そのため推進機関は搭載されていない。
マン・ドリル
マクベスより発射される惑星間巡航ミサイル。自動索敵追尾システムを搭載しており、目標がどんなに回避しようとも確実に命中させる精度と正確度、そしてどんな大型戦艦でも2発命中させれば半壊できるだけの破壊力を持つ。マクベスの道中では、貨車の荷台に1発が積まれているところも確認できる。
デス・ボール
スターフォックスにエリア6を突破された際に投入された最終宇宙兵器。ベノムに突入しようとするスターフォックスの前に突如姿を現す。
実現不可能と言われていた次元移動システムを搭載しており、歪むように消失･出現しワープを行う事が出来る。、その名の通り装甲を閉じた通常形態は巨大なボール型で、装甲の内側にある3つのエネルギー球でバリアを生み出しコアを防御している。攻撃面では伸縮自在かつ再生可能な3本の触手、多数のミサイルハッチと戦闘機の格納庫を搭載し、主砲としてどんな大型戦艦でも一発で消滅させるレーザー砲「プラネット・キャノン」を装備している。
バムバム
ベノムへの侵入者を神殿の奥へ誘う謎の巨大ゴーレム。神殿内部のトラップを動作させながら、神殿の奥へ逃げるように走って行く。中身はロボットであり、攻撃して部位を破壊していくと骨格が見えてくる。

## スターフォックスシリーズ以外の出演作品
大乱闘スマッシュブラザーズシリーズ
SFC版に登場するメインコントロールブレインがアシストフィギュアとして『X』『for』『SP』に登場。
ステージの奥から板状の物体を噴き出しながら攻撃する。板状の物体はアンドルフがターゲットとしたプレイヤーの中心として拡散させながら発射する。画面内のどこにいても攻撃対象となる上、攻撃範囲が広くて完全な回避が難しく、当たった際の威力も高めである。アシストフィギュアの中では登場時間が長い。